# Deus, qui hanc sacratissimam noctem
Deus, qui hanc sacratissimam noctem ist das Incipit der Oration zu Weihnachten (in nocte „in der Nacht“) im römischen Ritus.

## Text
Deus, qui hanc sacratissimam noctem veri luminis fecisti illustratione clarescere, da quaesumus, ut, cuius in terra mysteria lucis agnovimus, eius quoque gaudiis perfruamur in caelo.
Übersetzung im Deutschen Messbuch:

„Herr, unser Gott, in dieser hochheiligen Nacht ist uns das wahre Licht aufgestrahlt. Lass uns dieses Geheimnis im Glauben erfassen und bewahren, bis wir im Himmel den unverhüllten Glanz deiner Herrlichkeit schauen.“.
Übersetzung im Römischen Messbuch:

„Gott, du hast diese hochheilige Nacht durch den Aufgang des wahren Lichtes taghell gemacht; so lass uns, wir bitten dich, auch im Himmel die Wonne [das Glück] jenes Lichtes kosten, dessen Geheimnisse wir hier auf Erden erkannt haben.“

## Geschichte
Die Gebete der Vigil und der drei Weihnachtsmessen gehen mindestens auf die ältesten Sammlungen der römischen Liturgie aus dem 4. bis 6. Jahrhundert zurück. Der Schwerpunkt des Gebetes liegt überraschend nicht auf der Geburt eines Kindes, sondern auf Licht in der Nacht: Das Licht des liturgischen Raums inmitten der Nacht wird zum Abglanz der „Herrlichkeit des Herrn“ (כָּבוֹד, δόξα), die die Hirten im Evangelium der Christmette umstrahlt. Das Gebet erfasst Weihnachten als ein essentiell theophanes Ereignis. Das Gebet lässt sich somit als Reflex auf das Evangelium der Christmette (Lk 2,1–14 ) lesen.
Der zweite liturgische Anknüpfungspunkt ist die Jesaja-Lesung der Christmette (Jes 9,1–6 ): Das Licht, das dem Volk in dieser erscheint, ist – auch nach Streichung von Vers 4 (Jes 9,4 ) in der erneuerten Liturgie – politisch konnotiert; dieser Aspekt findet sich ebenfalls im Evangelium als die Volkszählung des Fremdherrschers Augustus wieder (Lk 2,1 ). Diesen messianisch-politischen Aspekt hat das Gebet bei seiner Entstehung nicht aktualisiert. Vielmehr bindet es sich schon sprachlich (veri luminis) an das Evangelium der kommenden Festmesse in die, den Prolog des Johannesevangeliums Joh 1,1–18 ,  an. In verschiedenen Ausgaben der Vetus Latina findet sich dort anstelle der lux vera der Vulgata-Übersetzung lumen verum. Auch der zweite Teil des Gebets knüpft inhaltlich an diese Stelle an. Im Evangelium des Tages erkennt die Welt das Licht nicht (Joh 1,10 ); die Gläubigen der Christmette jedoch haben dieses Licht bereits erkannt (mysteria lucis agnovimus). Die Erkenntnis ist jedoch (noch) an irdische Grenzen und Zeichen in Wort und Sakrament gebunden; die Bitte des Gebets richtet sich auf die Vollendung dieser Schau des Lichts im Himmel. Dies lässt sich als eine in der Feuerbachschen und Marxschen Religionskritik (vgl. Opium des Volkes) bekannte Verlagerung der politischen Messiaserwartung in den Himmel interpretieren.
Die Übersetzung des Deutschen Messbuchs schwächt die lateinische Version in einigen Punkten ab: Aus der Erkenntnis der Geheimnisse des Lichts wird die Bitte um den Glauben hieran.  Der Himmel erscheint in dieser Übersetzung nicht als vollendetes Glück, sondern als Grenze des irdischen Glaubens.